# Мияваки, Акира
Акира Мияваки (29 января 1928 — 16 июля 2021) — японский ботаник и эколог, занимавшийся исследованиями в области семян и естественных лесов, а также имевший многолетний опыт восстановления и рекультивации деградированных земель по всему миру.
Почетный профессор Иокогамского государственного университета и директор Японского центра международных экологических исследований с 1993 года. Лауреат премии «Голубая планета» 2006 года.

## Биография
Мияваки родился в 1928 году, в небольшой деревне в регионе Тюгоку на юго-западе острова Хонсю. Сначала он учился в близлежащей сельской школе, а затем, с 1945 года, в течение трёх лет проходил обучение в Колледже сельского и лесного хозяйства в Токио. Недолго поработав учителем, в 1948 году поступил в Ботанический институт Университета Хиросимы. В 1952 году получил степень бакалавра, защитив диссертацию по сорнякам. Затем он получил должность научного ассистента в Иокогамском государственном университете (которую занимал до 1958 года), где написал диссертацию о сорняках и недолговечных антропогенных растительных сообществах.
Его дальнейшая научная работа началась после того, как в 1958—1960 гг. и в 1963—1964 гг. он работал в качестве приглашенного исследователя в тогдашнем Федеральном институте картирования растительности в Штольценау, где он стал научным ассистентом Рейнхольда Тюксена. В 1961 году Мияваки получил степень доктора наук в Иокогамском государственном университете.
С 1962 по 1973 год он возглавлял Институт экологических наук и технологий в Иокогамском государственном университете до 1993 года и занимал пост директора с 1985 года и вплоть до выхода на пенсию в 1993 году. С 1993 года был директором Японского центра международных исследований в области экологии (JISE).
С 1977 по 1978 год Мияваки занимал должность приглашенного профессора в университете Саарбрюккена.

## Метод Мияваки
Его первые полевые эксперименты показали, что посаженные леса, более похожие по составу и структуре на те, которые существовали бы без вмешательства человека, быстро росли и демонстрировали отличную биологическую устойчивость.
Постепенно Мияваки создал большой банк семян: более 10 миллионов семян были идентифицированы и классифицированы в соответствии с их географическим происхождением и почвой. В основном это остатки семян, собранных поколениями около храмов и кладбищ в силу традиции Чунджу-но мори (буквально «лес, где обитают духи», вмешательство в эти леса считается неблагоприятным). Такие места позволяют сохранить тысячи небольших резерватов местных видов и родов деревьев, оставшихся от доисторического леса.
Используя принципы этой традиции, он предлагает план восстановления японских лесов как меру защиты экологической среды и водных ресурсов от природных потрясений. Сначала его идеи не встретили положительного отклика, но в начале 1970-х годов к нему обратилась компания Nippon Steel Corporation, которая хотела засадить лесом насыпи вдоль своего сталелитейного завода в Оита. После того, как первоначальные саженцы засохли, они заинтересовались его работой и доверили ему первое задание.
Мияваки определил потенциальные виды растений, изучив две гробницы, расположенные поблизости. Он отобрал различные виды и испытал их в субстрате для восстановления лесов. Затем он делает питомник, где заготавливает молодые саженцы местных видов. Сталелитейная компания осталась довольна результатами и привлекла его к проектам по восстановлению лесов в районах вокруг заводов в Нагое, Сакаи, Камаиши, Футу, Хикари, Муроране и Явате. Впоследствии Мияваки и его коллеги восстановили более 1300 участков с многоярусными защитными лесами по всей Японии.
Методическая работа в 1970-х и 1980-х годах послужила основой для его идеи «малого леса», которую в дальнейшем развил индийский инженер Шубендху Шарма. Следуя этой концепцией плотные посадки многоярусных местных видов производятся на небольших городских участках, возвращая в города богатое биоразнообразие.
Мияваки инструктировал людей по вопросам посадки в более чем 1700 районах по всему миру, включая более 1400 участков в Японии, а также на Борнео, в Амазонии и Китае. Вместе с компаниями и гражданами он участвовал в посадке более 40 миллионов местных деревьев, способствуя восстановлению лесов на международном уровне. С 1978 года Мияваки участвовал в исследованиях растительности в Таиланде, Индонезии и Малайзии.

## Критика
Критике подверглась высокая стоимость первого этапа (питомник, подготовка почвы, густая посадка). Некоторые из посадок потеряли большую часть листьев во время циклонов, но устояли и помогли защитить здания, где они были посажены.